# Appin
Appin – miasto w Australii, w stanie Nowa Południowa Walia.